# 磷化钾
磷化钾是一种无机化合物，化学式为K3P，它是钾的磷化物之一。它可以在钾钠合金与白磷在1,2-二甲氧基乙烷中的反应中和磷化钠同时生成。

## 制备
将磷化氢通入钾的液氨溶液，蒸去氨得到KPH2，再将其加热得到磷化钾。

## 结构
磷化钾是六方晶系晶体，空间群P63/mmc，晶胞参数a=5.691, b=10.05 Å；在100 GPa下以空间群Pmmn存在，晶胞参数a=5.495, b=4.320, c=4.485 Å。